# Venuspassage (Mars)
Venuspassage benämns det som inträffar när planeten Venus passerar framför solen sett från Mars, men även från Jorden, Jupiter, Saturnus, Uranus och Neptunus. Venus kan då ses som en liten svart skiva som långsamt rör sig över solens yta. 
Den senaste Venuspassagen från Mars skedde den 21 augusti 1998 och nästa kommer att inträffa den 19 augusti 2030.
Den synodiska perioden för Venus och Mars är 333,92 dygn. Den kan beräknas med formeln 1/(1/P-1/Q) där P är Venus sideriska omloppstid (224,701 dygn) och Q är Mars omloppstid (686,98 dygn).

## Tidtabell för Venuspassager från Mars[2]
Venuspassagerna inträffar i intervall som påminner om Saroscykeln och om intervallen för Venuspassager från jorden. Inom varje intervall är passagerna åtskilda av 24042,45 dygn (knappt 65 år och 10 månader), vilket korrelerar med 72 synodiska perioder för Venus-Mars, 35 omloppsperioder för Mars och 107 omloppsperioder för Venus.
| 3 maj 1703       | 20 september 1730 | 2 maj 1735       |
| 1 mars 1737      | 17 juli 1764      | 27 februari 1769 |
| 17 juli 1796     | 27 februari 1801  | 15 maj 1830      |
| 27 december 1834 | 15 maj 1862       | 26 december 1866 |
| 11 mars 1896     | 25 december 1898  | 24 oktober 1900  |
| 12 mars 1928     | 23 oktober 1932   | 22 oktober 1964  |
| 22 augusti 1966  | 7 januari 1994    | 21 augusti 1998  |
| 19 augusti 2030  | 18 juni 2032      | 5 november 2059  |
| 17 juni 2064     | 5 november 2091   | 16 juni 2096     |
| 16 april 2098    | 2 september 2125  | 16 april 2130    |
| 2 september 2157 | 14 april 2162     | 12 februari 2164 |
| 30 juni 2191     | 11 februari 2196  | 1 juli 2223      |
| 11 februari 2228 | 11 december 2229  | 27 april 2257    |
| 10 december 2261 | 27 april 2289     | 8 december 2293  |
| 23 februari 2323 | 8 oktober 2327    | 23 februari 2355 |
| 7 oktober 2359   | 4 augusti 2393    | 20 december 2420 |
| 3 augusti 2425   | 20 december 2452  | 2 augusti 2457   |
| 2 juni 2459      |                   |                  |